# Joseph de Curières de Castelnau
Pour les articles homonymes, voir Castelnau.
Joseph de Curières de Castelnau, né le 4 janvier 1879 à Campagnac (Aveyron) et mort le 29 janvier 1943 à Montpellier (Hérault), est un homme politique français.

## Biographie
Avocat, il est député de l'Aveyron de 1914 à 1919. Il ne se représente pas en 1919, laissant la place à son cousin germain, le général Édouard de Castelnau.

## Sources
- « Joseph de Curières de Castelnau », dans le Dictionnaire des parlementaires français (1889-1940), sous la direction de Jean Jolly, PUF, 1960 [détail de l’édition]